# Lars Abrahmsén
Lars Abrahmsén, född 6 oktober 1957 i Stockholm, var en svensk friidrottare (hinderlöpare). Han tävlade för Hammarby IF.